# Copala (Guerrero)
Copala es una localidad del estado mexicano de Guerrero, cabecera del municipio homónimo. 

## Toponimia
El nombre Copala proviene del náhuatl "lugar del copal".

El Gran Diccionario Náhuatl indica que la palabra copalli significa «copal» o «incienso» En el mismo sentido, en su obra «Toponimia Maya-Hispano-Nahoa» Cecilio Robelo señala que la palabra copalli significa "copal".

## Geografía
La localidad está ubicada en la posición 16°36′32″N 98°58′43″O / 16.60889, -98.97861, a una altitud de 41 m s. n. m.
Según la clasificación climática de Köppen, el clima corresponde al tipo Aw - Tropical seco.

## Demografía
El censo de población de 2020 registró que la localidad tiene una población de 6839 habitantes lo que representa un crecimiento promedio de 0.33% anual en el período 2010-2020 sobre la base de los 6619 habitantes registrados en el censo anterior. Ocupa una superficie de 4.155 km², lo que determina al año 2020 una densidad de 1646 hab/km².
| Gráfica de evolución demográfica de Copala entre 2000 y 2020      |
|                                                                   |
| Fuente: Instituto Nacional de Estadística Geografía e Informática |

En el año 2010 estaba clasificada como una localidad de grado alto de vulnerabilidad social.
La población de Copala está mayoritariamente alfabetizada (9.20% de personas analfabetas al año 2020) con un grado de escolarización en torno de los 8 años. Solo el 4.88% de la población es indígena.